# Upplands runinskrifter 561
Upplands runinskrifter 561, nummer tre från vänster på bilden, är ett vikingatida runstensfragment av grå sandsten i Malsta kyrka, Malsta socken och Norrtälje kommun. Runstensfragmentet är 0,19 gånger 0,23 meter.
Runstensfragmenten på bilden är, från vänster, U 564, U 562, U 561 och U 563. Samtliga dessa förvaras i Malsta kyrkas vapenhus.

## Inskriften
Translitterering av runraden:
...- (r)(u)anm
Normalisering till runsvenska:
... runaʀ.
Översättning till nusvenska:
... runorna.